# Inadaptats
Inadaptats fue un grupo musical español fundado en Villafranca del Penedés (Cataluña) a principios de la década de 1990. Su música era una mezcla de Oi!, hardcore punk y metal, en la onda de grupos de rock de fusión, introduciendo en sus últimos álbumes pinceladas de rap o ska. Estuvieron muy influenciados, tanto musical como políticamente, por bandas como Rage Against the Machine, Habeas Corpus, Brams o Negu Gorriak.
Se definían a sí mismos como comunistas e independentistas catalanes: «[Inadaptats somos] un colectivo político-musical contra informativo con el objetivo de extender la utopía en los Países Catalanes».
A principios de los 2000 fundaron la discográfica Bullanga Records, inspirándose en Esan Ozenki, fundada por Negu Gorriak. Publicaron un total de siete álbumes de estudio hasta su disolución en 2005, entre ellos un homenaje al cantautor y actor valenciano Ovidi Montllor.
En 2007, los cinco miembros formaron un nuevo grupo llamado Eina.
En 2013, el guitarrista formó un grupo llamado Rèplica.

## Miembros
- Àlex Vendrell - voz y coros
- Jokin Pérez «Txuta» (enlace roto disponible en Internet Archive; véase el historial, la primera versión y la última). - guitarra
- J.A. Hernández «Thrashoo» - guitarra y coros
- Xavi Pérez «Bull» - bajo y coros
- Xavi Cholbi - batería y coros

## Discografía

### Álbumes
- Crítica Social (Illa Records, 1992).
- Per Tots Els Mitjans (Capità Swing, 1996).
- Motí! Avalot... (Gora Herriak, 1998).
- Inadaptats X (Gora Herriak, 1999).
- INDP (Bullanga, 2003).
- SOS (Bullanga, 2004).
- Homenatge a Ovidi Montllor (Bullanga, 2004).
- Cremem les Nostres Naus (Bullanga, DVD y CD2006)

### Splits
- Negu Gorriak e Inadaptats. «Apatxe gaua» / «Descendents del carrer» (Esan Ozenki, 1994). 7" compartido entre las dos bandas. Editado para las Negu Gorriak Brigadak de Barcelona.